# Belize Rural South
Belize Rural South – jednomandatowy okręg wyborczy w wyborach do Izby Reprezentantów, niższej izby parlamentu Belize. Obecnym reprezentantem tego okręgu jest polityk Zjednoczonej Partii Demokratycznej Jose Manuel Heredia Jr.
Okręg Belize Rural South znajduje się dystrykcie Belize i obejmuje belizeńskie wyspy.
Utworzony został w roku 1961, w 1993 wydzielono z niego, na nadchodzące wybory parlamentarne okręg Belize Rural Central – obejmujący tereny na kontynencie (w tym miasto Ladyville oraz Port lotniczy Philip S.W. Goldson i bazę wojskową), W skład pomniejszonego okręgu Belize Rural South wchodzą obecnie wyłącznie belizeńskie wyspy – Ambergris Caye (z miastem San Pedro), Caye Caulker (z miastem o tej samej nazwie), St. George’s Caye oraz Goff’s Caye.

## Posłowie
| Rok   | Poseł                   |  | Partia |
| ----- | ----------------------- |  | ------ |
| 1984  | Louis Sylvestre         |  | PUP    |
| 1989  | Glenn Godfrey           |  | PUP    |
| 1993  | Glenn Godfrey           |  | PUP    |
| 1998  | Patty Arceo             |  | PUP    |
| 2003  | Jose Manuel Heredia Jr. |  | UDP    |
| 2008. | Jose Manuel Heredia Jr. |  | UDP    |
| 2012  | Jose Manuel Heredia Jr. |  | UDP    |